# Contarinia ramachandri
Contarinia ramachandri är en tvåvingeart som först beskrevs av Mani 1953.  Contarinia ramachandri ingår i släktet Contarinia och familjen gallmyggor. Inga underarter finns listade i Catalogue of Life.